# Las memorias de Judas
Las Memorias de Judas es una novela histórica del periodista y escritor italiano Ferdinando Petruccelli della Gattina, publicada por primera vez en Francia por A. Lacroix, Verboeckhoven & Cie. en 1867. La primera traducción al español que se conoce fue realizada en 1891 por M. Navarro Viola.
La obra es una revalorización del apóstol Judas Iscariote, representado como el líder de los judíos en su lucha contra los romanos, mientras que Jesús de Nazaret es visto como una persona obstinada y arrogante, que se cree verdaderamente elegido por Dios y desprecia a todos en su entorno.
Las Memorias de Judas muestra el fuerte anticlericalismo del autor y las referencias a las ideas patrióticas de la época. Por su contenido discutible, el libro causó controversia, especialmente entre la jerarquía clerical. 
- Datos: Q93673